# Elrow
Elrow, stylisé elrow, est une franchise espagnole et un organisateur d'événements spécialisé dans la musique électronique, en particulier la house et la techno. Son siège se trouve à Viladecans, au sud de Barcelone. Selon l'entreprise elle-même, elle a organisé plus de 150 événements dans 67 villes de 26 pays différents, avec un total de 2,3 millions de participants et 800 DJ.
Elrow est une entreprise familiale, puisque six générations de la famille Satorres-Durán-Arnau se consacrent au divertissement depuis l'ouverture du Café Josepet en 1870 à Fraga.
Les fêtes Elrow ont réussi à se différencier d'autres événements similaires en incluant de nombreux éléments artistiques et festifs (confettis, costumes, structures gonflables, maquillage, décoration, accessoires, performances...) avec un effet immersif, ce qui a permis à leurs fêtes d'être décrites comme « hédonistes »,, « colorées »,, « folles », et « extravagantes »,. Parfois même des éléments récréatifs tels que des trampolines, des toboggans ou des piscines à boules. En outre, chaque événement est marqué par un « thème » (par exemple, la foire d'avril de Séville, le Jour des morts au Mexique ou le western), de sorte que toutes les décorations, les costumes, etc. sont axés sur ce thème et que les participants sont encouragés à s'habiller en fonction de celui-ci.
En 2010, ils changent leur nom pour l'actuel et adopté un nouveau modèle commercial, celui des fêtes itinérantes, par lequel leurs événements ont cessé d'avoir un seul lieu physique et ont commencé à organiser des fêtes dans le monde entier : Asuncion, Brighton, Le Caire, Le Cap, Dubaï, Florence, Francfort-sur-le-Main, Londres, Miami, Montréal, Moscou, Shenzhen, Taipei, Tokyo, Venise, et une cinquantaine d'autres encore.
L'actuel président de la société est Vicenç Martí, le PDG est Juan Arnau Jr. et le directeur de la création et du marketing, Cruz Arnau, tous deux frères, cofondateurs d'elrow et fils de Juan Arnau Sr. Depuis le partenariat avec Superstruct Entertainment en 2017, le conseil d'administration comprend James Barton (PDG de Superstruct E.) et Roderik A. Schlösser (directeur général de Providence Equity London).
La mascotte officielle d'elrow est un poulet jaune aux vêtements lilas nommé Rowgelia.

## Histoire

### Origines (1870—2001)

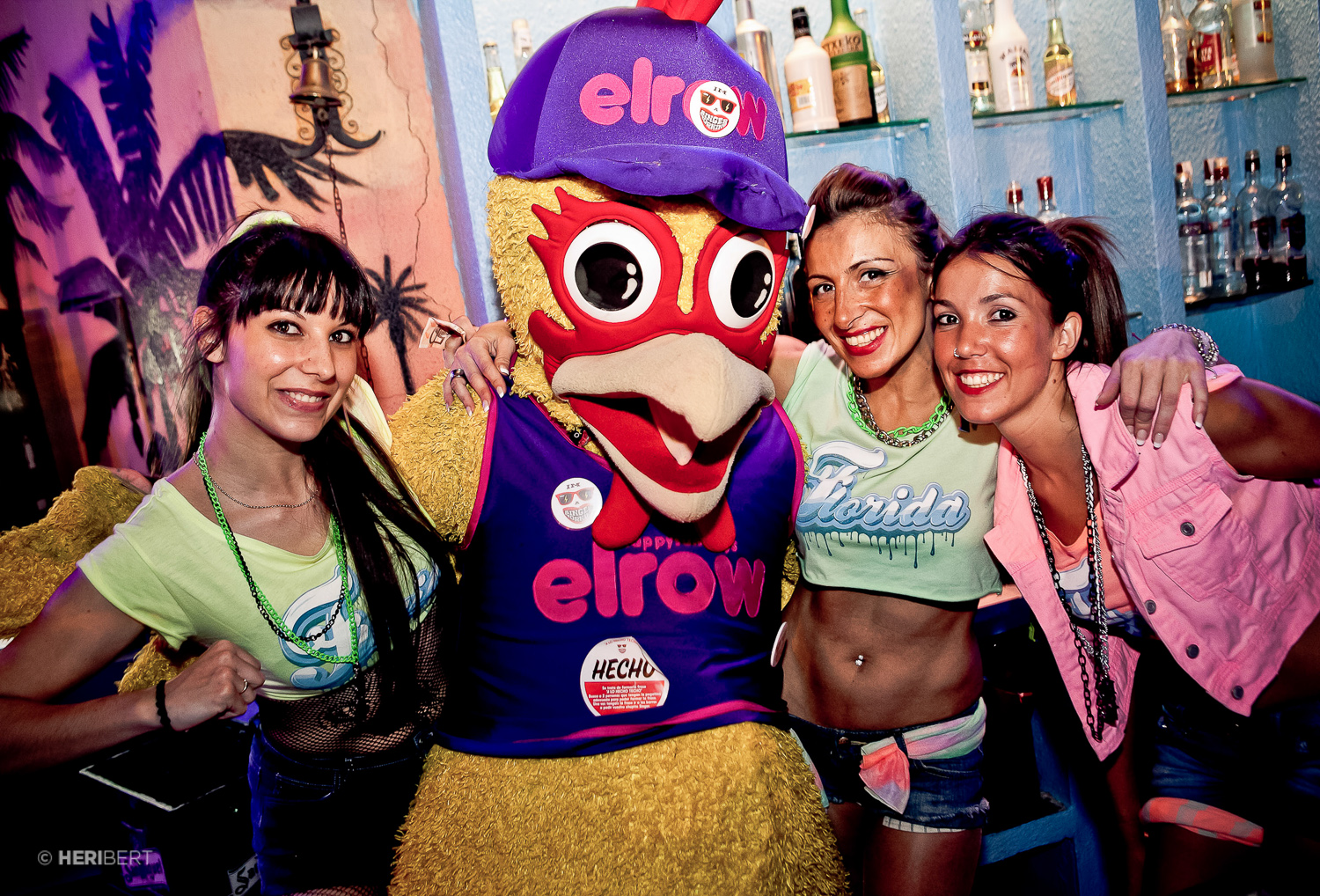
Mascotte officielle d'Elrow, Rowgelia, posant pendant le Florida 135.

En 1870, José « Josepet » Satorres, un paysan de Fraga, Aragon, ouvre dans ce village le Café Josepet (Paseo Barrón, no 2, situé sur la rive gauche de le rio Cinca,, qui devient plus tard un club social. En raison de son addiction au jeu, il a dû fermer le café, qu'en 1900, après sa mort, sa famille (dirigée par le mari de sa petite-fille, Antonio Durán) rouvrira sous le nouveau nom de Bar Victoria, auquel ils ajouteront un théâtre Victoria (plus tard, Victoria Cinemas). À cette époque, le club social Victoria devient le principal centre de loisirs de la région du Bajo Cinca. En 1952 et 1953, à la suite d'un mariage entre les familles Durán et Arnau, l'entreprise familiale s'agrandit et, en plus du cinéma Victoria, elle commence à gérer le cinéma-théâtre Florida, situé à proximité.
Au cours des années 1960, les premières discothèques sont apparues en Espagne, dans lesquelles les orchestres ont été remplacées par des DJ, et en 1973, la discothèque Florida Fraga, plus connue sous son nom définitif Florida 135 (en l'honneur de la Calle 135), ouvre ses portes situé dans le Bronx, à New York, où de nouvelles tendances de la musique électronique sont entendues, telles que le disco, l'electropop, la trance Goa, house et acid, la makina catalane, et la bakalao valencienne.
En 1993, la famille organise un événement dans un domaine dans le désert de Monegros appelé Monegros Party, auquel ont assisté 200 amis. Cet événement continue à être forgé jusqu'à aujourd'hui, le aussi célèbre Monegros Desert Festival.

### Déplacement à Barcelone
En 2001, la société de Fraga déménage à Barcelone, et commence des sessions appelées Row dans un club appelé Nick Havanna (calle del Rosellón, Barcelone). Ce club n'appartenant pas à la famille, celle-ci acquiert en 2008 un site plus grand à la périphérie de la ville, à Viladecans (près de l'aéroport d'El Prat) et la rouvre sous le nom de Row 14. C'est le siège actuel, situé sur l'emblématique « autoroute des loisirs », la C-31, qui, entre les années 1980 et 1990, était célèbre pour les fêtes qui se déroulaient dans les diverses boîtes de nuit, les campings et les parkings qui la longeaient,.

#### Fondation d'Elrow (2010)
Étant donné que l'entreprise, selon l'accord avec la mairie de Viladecans, ne peut organiser que 12 fêtes par an sur ce site en 2010, l'entreprise annonce un nouveau modèle d'affaires basé sur les fêtes itinérantes. Il s'agit d'organiser des événements dans le monde entier, soit dans le cadre d'un festival de musique, soit en obtenant des résidences dans d'autres lieux, comme Amnesia Ibiza, soit de manière indépendante.
En outre, il est décidé d'ajouter l'article défini « El » (« Le » en français) au nom pour le rendre plus reconnaissable.

#### Événements de 2017

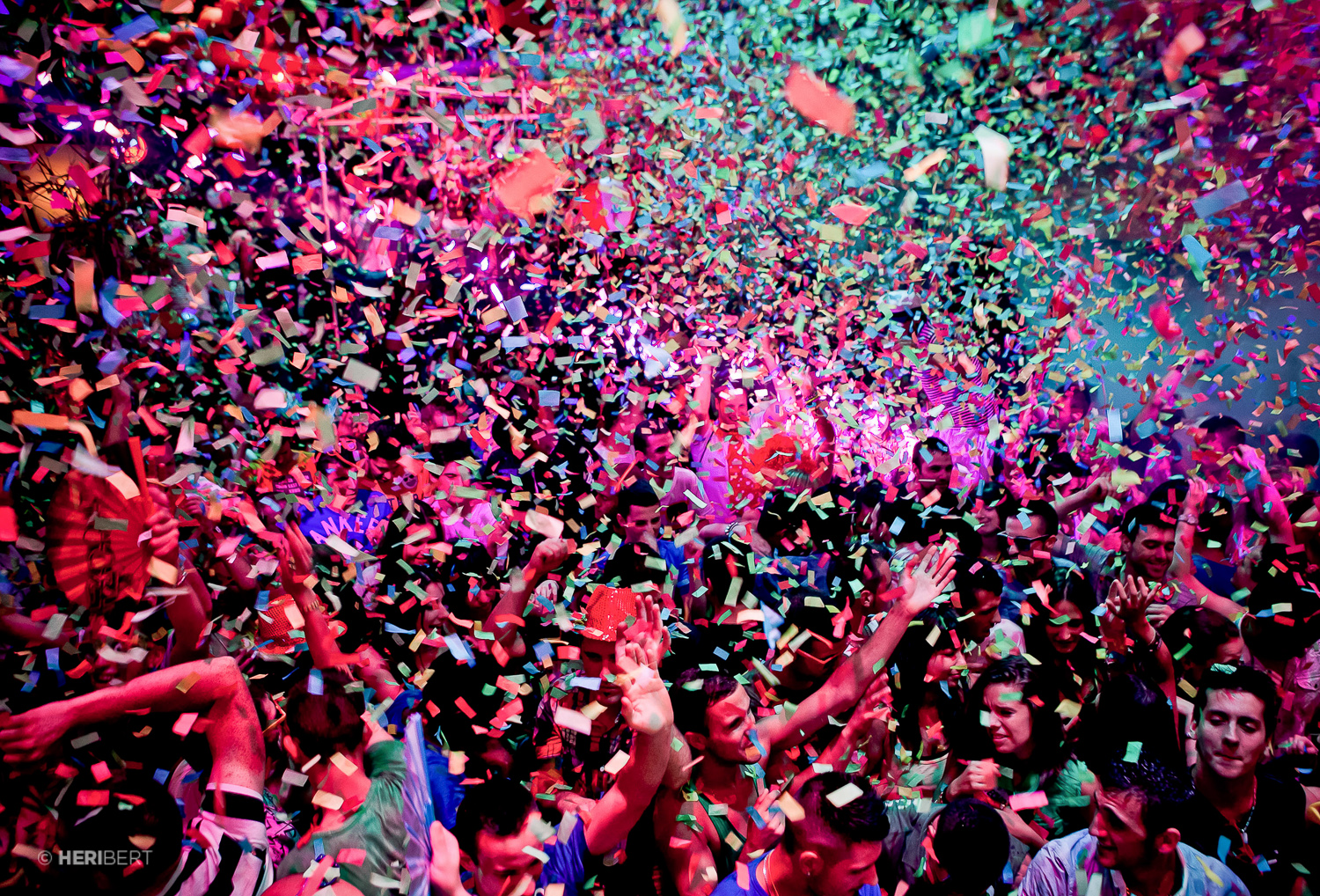
L'événement The Singer Morning Festival d'Elrow en 2013.

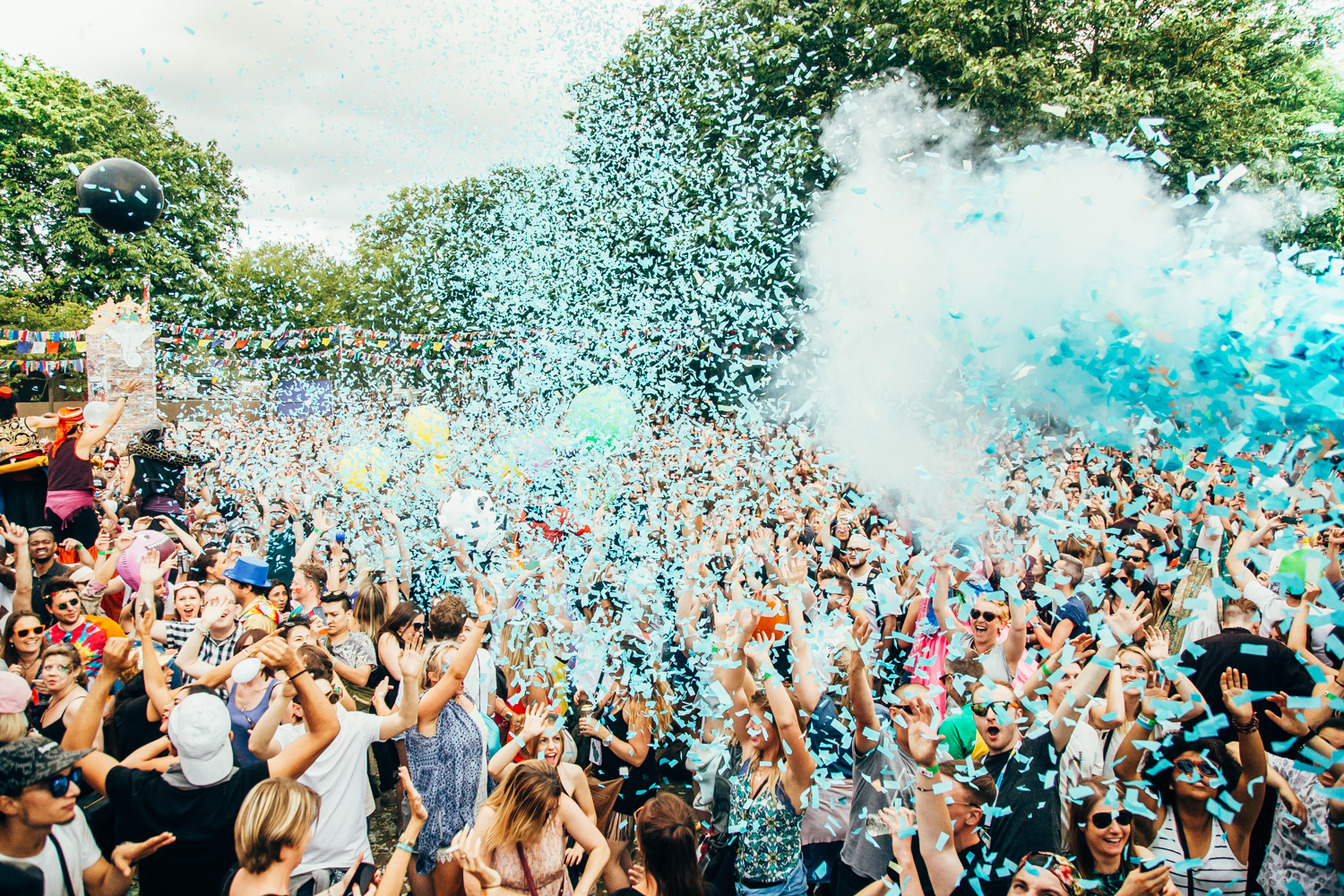
Lovebox 2015.

En janvier 2017, une fusillade a lieu à la discothèque Blue Parrot à Playa del Carmen, près de Cancún (Mexique), lors de l'événement organisé par Elrow pour le BPM Festival. Liée à une dispute entre narcos mexicains, cette fusillade a fait 5 morts, 15 blessés et un « effet de débandade » parmi les fêtards. Aucun des 30 employés embauchés par Elrow n'a été blessé, mais le chef de la sécurité de l'événement a été tué, alors qu'il tentait de s'interposer. Trois suspects ont été arrêtés et la direction du festival a décidé d'annuler le reste des événements.
En février 2017, Elrow conclut un accord de partenariat et d'investissement avec la plateforme de divertissement Superstruct Entertainment, soutenue par la société d'investissement Providence Equity Partners, l'une des plus importantes au monde. Superstruct Entertainment est présidée par James Barton, fondateur du festival Creamfields, et est la même société qui a acquis en 2018, 60 à 80 % du festival Sónar, également à Barcelone, du Sziget Festival à Budapest, en Hongrie, et 85 autres événements dans d'autres pays,.

« L'équipe d'Elrow a créé une expérience unique qui est adorée par les fans. Nous sommes ravis de nous associer à une équipe aussi formidable et de la soutenir, et nous sommes impatients de débloquer de nouvelles opportunités de croissance pour leur entreprise »

— James Barton, 2017
.
En avril 2017, Elrow annonce qu'en juillet 2017, le festival musical Elrow Friends and Family aura lieu à Salou, une ville de la Costa Daurada, avec une prévision de 25 000 participants. Cependant, peu de temps après, elrow publie une déclaration officielle annonçant que l'événement serait annulé en raison de « différends politiques dans la région », car l'événement était coordonné avec le conseil municipal de Salou, mais il semblait que la ville voisine de Vila-seca n'avait pas été informée. Cela s'est ajouté au refus de l'Autoridad Portuaria de Tarragona d'implanter le festival dans sa zone et le sentiment diffus de rejet des habitants de la ville face à un autre macro-festival, en souvenir de l'ancien Saloufest (2001-2016). Finalement, un événement a été organisé le même jour sur le site d'elrow à Viladecans.

## Thèmes
Selon la presse de 2020, les thèmes traités par Elrow pour ses événements sont les suivants : The Enchanted Bowsque (inspiré par les contes de fées traditionnels européens), Brownx (inspiré par la culture hip-hop du Bronx, à New York), Far Rowest (inspiré par les westerns et le far-west), Las Filipinas (inspiré par sous-culture hipsters et vintage), From Lost to the River (inspiré par farm Rowgelia et le monde de la campagne, y compris l'esthétique country), Horroween (un spécial Halloween , avec l'esthétique de l'horreur), Nowmads New World (amalgamant différentes esthétiques mondiales de différentes époques), El Principe de Zamunda (inspiré par le film Un prince à New York), avec des esthétiques new-yorkais et art africain à la fois), Psychowdelic Trip (inspiré par la culture hippie)...